# Gmina Pisz
Die Gmina Pisz [pʲiʃ] ist eine Stadt-und-Land-Gemeinde im Powiat Piski der Woiwodschaft Ermland-Masuren in Polen. Sitz des Powiat und der Gemeinde ist die gleichnamige Stadt (deutsch Johannisburg) mit etwa 19.250 Einwohnern.

## Geographie

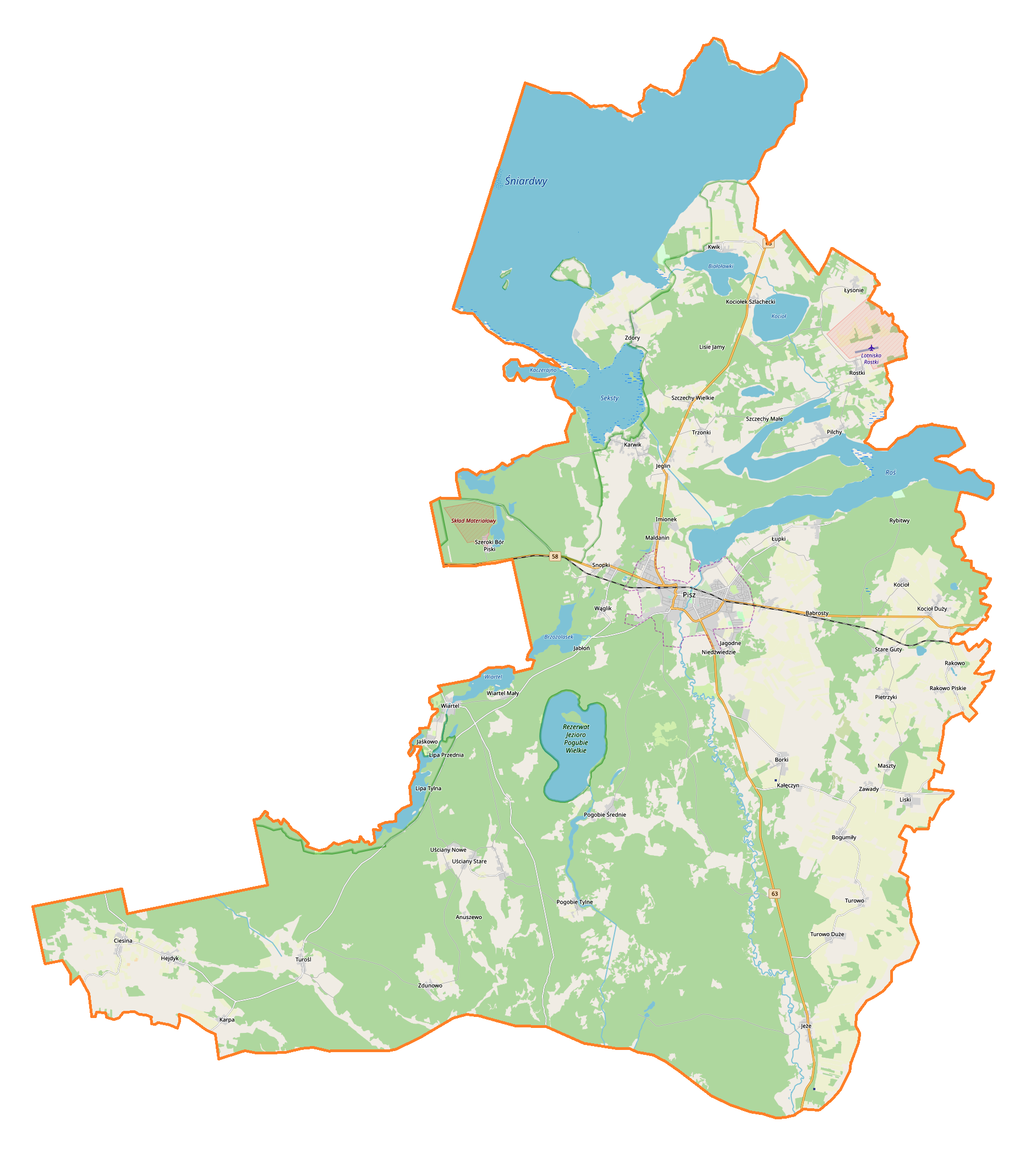
Karte der Gemeinde

Die Gemeinde liegt im Südosten der Woiwodschaft, etwa 100 Kilometer östlich von Olsztyn (Allenstein). Sie grenzt im Süden an die Woiwodschaft Podlachien und zu einem kleinen Teil an die Woiwodschaft Masowien. Nachbargemeinden sind in der Woiwodschaft Ermland-Masuren Rozogi im Südwesten, Ruciane-Nida im Westen, Mikołajki im Nordwesten, Orzysz im Nordosten und Biała Piska im Osten; in Podlachien Kolno im Südosten und Turośl im Süden sowie in Masowien Łyse.
Die Gemeinde hat eine Fläche von 634,8 km², die zu 28 Prozent land- und zu 45 Prozent forstwirtschaftlich genutzt wird. Die Landschaft gehört zur Masurischen Seenplatte. Die Gemeinde hat Anteil am Śniardwy (Spirdingsee), dem größten See Polens, der den Norden des Gebiets einnimmt. Er ist über den sechs Kilometer langen Kanał Jegliński (Jeglinner Kanal) mit dem Roś (Roschsee) verbunden. Aus diesem entspringt die Pisa. Der Südwesten wird von den Wäldern der Johannisburger Heide (Puszcza Piska) geprägt.

## Geschichte
Die Landgemeinde wurde 1973 aus verschiedenen Gromadas wieder gebildet. Stadt- und Landgemeinde wurden 1990/1991 zur Stadt-und-Land-Gemeinde zusammengelegt. Ihr Gebiet gehörte von 1946 bis 1975 zur Woiwodschaft Olsztyn und anschließend bis 1998 zur Woiwodschaft Suwałki, der Powiat wurde 1975 aufgelöst. Zum 1. Januar 1999 kam die Gemeinde zur Woiwodschaft Ermland-Masuren und zum wieder eingerichteten Powiat Piski.

## Gliederung
Die Stadt-und-Land-Gemeinde Pisz besteht aus der Stadt selbst und 43 Dörfern mit Schulzenämtern (sołectwa; deutsche Namen, amtlich bis 1945):
| polnischer Name     | deutscher Name                   |  | polnischer Name   | deutscher Name                                  |
| ------------------- | -------------------------------- |  | ----------------- | ----------------------------------------------- |
| Babrosty            | Babrosten                        |  | Pilchy            | Pilchen                                         |
| Bogumiły            | Bogumillen 1938–1945 Brödau      |  | Pogobie Średnie   | Mittel Pogobien 1938–1945 Mittelpogauen         |
| Borki               | Adlig Borken                     |  | Pogobie Tylne     | Hinter Pogobien 1938–1945 Hirschwalde           |
| Ciesina             | Erdmannen                        |  | Rakowo            | Adlig Rakowen (Domäne) 1938–1945 Raken (Domäne) |
| Hejdyk              | Heydik 1938–1945 Heidig          |  | Rakowo Piskie     | Adlig Rakowen (Dorf) 1938–1945 Raken (Dorf)     |
| Imionek             | Faulbruch                        |  | Rostki            | Rostken                                         |
| Jagodne             | Jegodnen 1938–1945 Balkfelde     |  | Snopki            | Snopken 1938–1945 Wartendorf                    |
| Jeglin              | Jeglinnen 1938–1945 Wagenau      |  | Stare Guty        | Gutten                                          |
| Jeże                | Gehsen                           |  | Szczechy Małe     | Klein Zechen                                    |
| Kałęczyn            | Kallenzinnen 1938–1945 Dreifelde |  | Szczechy Wielkie  | Groß Zechen                                     |
| Karpa               | Karpa 1938–1945 Karpen           |  | Szeroki Bór Piski | Breitenheide                                    |
| Karwik              | Karwik                           |  | Trzonki           | Trzonken 1938–1945 Mövenau                      |
| Kocioł              | Groß Kessel                      |  | Turośl            | Turoscheln 1938–1945 Mittenheide                |
| Kocioł Duży         |                                  |  | Turowo            | Turowen 1938–1945 Turau                         |
| Kociołek Szlachecki | Adlig Kessel                     |  | Turowo Duże       |                                                 |
| Kwik                | Quicka                           |  | Uściany Stare     | Alt Uszanny 1905–1945 Grünheide, Dorf           |
| Liski               | Lisken                           |  | Wąglik            | Wonglik 1938–1945 Balzershausen                 |
| Łupki               | Lupken                           |  | Wiartel           | (Groß) Wiartel                                  |
| Łysonie             | Lyssuhnen 1938–1945 Lissuhnen    |  | Zawady            | Sawadden 1938–1945 Ottenberg                    |
| Maldanin            | Maldaneyen 1938–1945 Maldaneien  |  | Zdory             | Sdorren 1938–1945 Dorren                        |
| Maszty              | Masten                           |  | Zdunowo           | Sdunowen 1938–1945 Sadunen                      |
| Pietrzyki           | Pietrzyken 1904–1945 Wiesenheim  |  |                   |                                                 |

Die kleineren Orte sind: Anuszewo (Annussewen, 1938–1945 Brennerheim), Czarny Róg (Faulbruchswerder), Dziadki, Jabłoń (Jablon, 1938–1945 Wasserborn), Jaśkowo (Jaschkowen, 1938–1945 Reiherswalde), Jaśkowo (Leśniczówka), Kulik (Kullik, Forst, 1930–1945 Grünheide, Forst), Lipa Prezdnia (Vorder Lippa, 1938–1945 Vorder Oppendorf), Lipa Tylna (Hinter Lippa, 1938–1945 Hinter Oppendorf), Lisie Jamy (Lischijami, 1938–1945 Abbau Dorren), Niedźwiedzie (Niedzwedzen, 1924–1945 Reinersdorf), Piskorzewo (Piskorzewen, 1904–1945 Königsdorf), Rybitwy  (Rybittwen, 1938–1945 Ribitten), Szparki (Sparken), Uściany Nowe (Neu Uszanny, 1930–1945 Fichtenwalde), Wądołek (Wondollek, 1938–1945 Wondollen), Wąglik-Kolonia, Wiartel Mały (Klein Wiartel), Wielki Las (Wielgilasz, 1905–1945 Tannenheim) und Zimna (Zymna, 1932–1945 Kaltenfließ).

## Tourismus
Die Gemeinde bietet wegen ihrer Lage vielfältige Möglichkeiten für Wassersport und Urlaub mit dem Hausboot.

## Verkehr
Im Hauptort der Gemeinde kreuzen sich die Landesstraßen DK58, die von Olsztynek (Hohenstein) nach Szczuczyn in der Woiwodschaft Podlachien und die DK63, die in Nord-Süd-Richtung von Węgorzewo (Angerburg) nach Łomża verläuft.
An der Bahnstrecke Olsztyn–Ełk bestehen der Bahnhof Pisz und der Haltepunkt Stare Guty (Gutten). Die Strecke wird gegenwärtig modernisiert.
Der nächste größere internationale Flughafen ist Danzig.